# Distrito de Oroszlány
El distrito de Oroszlány (húngaro: Oroszlányi járás) es un distrito húngaro perteneciente al condado de Komárom-Esztergom.
En 2013 tiene 25 973 habitantes. Su capital es Oroszlány.

## Municipios
El distrito tiene una ciudad (en negrita) y 5 pueblos.
Ciudad
- Oroszlány

Pueblos
- Bokod
- Dad
- Kecskéd
- Kömlőd
- Szákszend